# Somebody to Love (singel TVXQ)
Somebody To Love – drugi singel południowokoreańskiego zespołu TVXQ, wydany w Japonii 13 lipca 2005 roku przez Rhythm Zone. Został wydany w dwóch edycjach: CD+DVD oraz CD. Osiągnął 14 pozycję w rankingu Oricon i pozostał na liście przez 3 tygodnie, sprzedał się w nakładzie 10 496 egzemplarzy w Japonii i 24 413 w Korei Południowej.

## Lista utworów

### CD
| CD | CD                                                    | CD                                  | CD             | CD           | CD      |
| Nr | Tytuł utworu                                          | Tekst                               | Kompozycja     | Aranżacja    | Długość |
| -- | ----------------------------------------------------- | ----------------------------------- | -------------- | ------------ | ------- |
| 1. | „Somebody To Love”                                    | Yoshimitsu Sawamoto, Kiyoshi Matsuo | Kei Haneoka    | Daisuke Imai | 4:50    |
| 2. | „Kotoba wa iranai” (jap. 言葉はいらない)              | Kiyoshi Matsuo                      | Kiyoshi Matsuo | Masaya Wada  | 4:35    |
| 3. | „Somebody To Love” (A cappella ver.)                  | Yoshimitsu Sawamoto, Kiyoshi Matsuo | Kei Haneoka    | Daisuke Imai | 2:11    |
| 4. | „Somebody To Love” (Less Vocal)                       |                                     | Kei Haneoka    | Daisuke Imai | 4:50    |
| 5. | „Kotoba wa iranai” (jap. 言葉はいらない) (Less Vocal) |                                     | Kei Haneoka    | Daisuke Imai | 4:35    |
|    |                                                       |                                     |                |              | 21:01   |

### CD+DVD
| CD | CD                                                    | CD                                  | CD             | CD           | CD      |
| Nr | Tytuł utworu                                          | Tekst                               | Kompozycja     | Aranżacja    | Długość |
| -- | ----------------------------------------------------- | ----------------------------------- | -------------- | ------------ | ------- |
| 1. | „Somebody To Love”                                    | Yoshimitsu Sawamoto, Kiyoshi Matsuo | Kei Haneoka    | Daisuke Imai | 4:50    |
| 2. | „Kotoba wa iranai” (jap. 言葉はいらない)              | Kiyoshi Matsuo                      | Kiyoshi Matsuo | Masaya Wada  | 4:35    |
| 3. | „Somebody To Love” (Less Vocal)                       |                                     | Kei Haneoka    | Daisuke Imai | 4:50    |
| 4. | „Kotoba wa iranai” (jap. 言葉はいらない) (Less Vocal) |                                     | Kei Haneoka    | Daisuke Imai | 4:35    |

| DVD | DVD                             | DVD     |
| Nr  | Tytuł utworu                    | Długość |
| --- | ------------------------------- | ------- |
| 1.  | „Somebody To Love” (Video Clip) |         |
| 2.  | „Interview”                     |         |